# Sociedade Musical de Moçâmedes
A Sociedade Musical de Moçâmedes é um grupo musical de São Miguel do Mato (Vouzela), distrito de Viseu, Portugal.

## Historial
A Sociedade Musical de Moçâmedes, teve o seu início no ano de 1875 com a família Oliveira, a qual residia nesta época naquela freguesia. Os primeiros executantes eram todos elementos da referida família.
Desta família surge um dos seus primeiros maestros, António Oliveira, o qual conduziu os destinos desta Filarmónica durante 50 anos aproximadamente. E nesta altura que atinge cerca de 40 músicos executantes, tendo sido o seu repertório de uma grande variedade musical como também a sua execução de alta qualidade.
Por volta dos anos 30 e 40, esta Banda associou-se à antiga Legião Portuguesa e, de acordo com alguns testemunhos, consta-se que vestia nesta altura a mesma farda.
Ainda fazem parte do repertório desta Banda, algumas composições feitas pelo antigo maestro, das quais algumas são também executadas por outras Bandas da região.
Com a morte do maestro, sucede-lhe o maestro Fernando Figueiredo, residente na vila de São Pedro do Sul. Este esteve somente 4 anos ao serviço desta Banda devido ao seu falecimento. É nesta época que começam a surgir as grandes dificuldades na aquisição de um novo maestro. A direcção desta Filarmónica dirige-se então ao já falecido pároco de São Miguel do Mato, Abade António Oliveira e Silva, o qual a regeu durante alguns anos.
Devido ao seu trabalho ser intenso e a idade não perdoar, o Abade é substituído por um dos seus melhores executantes, Evaristo Ferreira de Sousa, natural de Caria de São Miguel do Mato, o qual passou a ser maestro por alguns tempos.
Durante todos estes anos a formação de novos músicos era feita um pouco desordenadamente por alguns dos seus executantes, não existindo propriamente uma escola de música.
Com a impossibilidade do maestro Evaristo, sucede-lhe Manuel Soares Cravo, natural de Vilar de São Miguel do Mato, que esteve vários anos na regência desta Filarmónica.
Com a sua morte, ficou esta Banda sem maestro por algum tempo, tendo esta sofrido nesta época, um dos seus pontos mais baixos. Nesta altura, graças ao trabalho de alguns executantes como o Sr. Manuel Fernandes Gomes (Manuel do Adão), a Banda se manteve no activo. Mais tarde outros elementos, como o Sr. Raul, prosseguiram este trabalho com muita dedicação e empenho
Foi então convidado em 1996, para maestro, o Prof. José Meneses Rocha, natural de Caria de São Miguel do Mato, que também pela primeira vez na história desta Banda criou uma Escola de Música, a qual, forma exclusivamente músicos para integrarem a Sociedade Musical de Moçâmedes.
Desde 1996 já largas dezenas de alunos passaram por esta escola, tendo alguns deles integrado esta Banda. Embora muitos alunos não tenham vindo a pertencer aos músicos executantes, receberam aqui formação que será sempre proveitosa para o seu desenvolvimento pessoal.
Na presente data fazem parte da Escola de Música desta associação cerca de 18 alunos.
Para além do ensino da música tem-se feito uma recuperação (em termos informáticos) de velhas músicas executadas por esta Banda como também da divulgação da Sociedade Musical de Moçâmedes através da Internet. Neste sentido é de louvar o trabalho incansável de um dos nossos músicos executantes, Luís Matos.
Foi também um marco histórico na vida desta Banda a aquisição de sede própria, a qual foi inaugurada em 9 de Dezembro de 2007. Para além de todo este trabalho, a gestão administrativa desta Banda tem vindo a melhorar substancialmente graças à sua direcção liderada pelo actual presidente Sr. Fernando Marques.
Fazem parte desta Filarmónica 35 músicos executantes na sua maioria jovens, estando para entrar a curto prazo mais 5 novos elementos.
Com os apoios da Câmara Municipal, Ministério da Cultura e Inatel, têm-se adquirido novos instrumentos, que melhoraram substancialmente a qualidade sonora desta Banda.

## Executantes Actuais desta Sociedade

### Maestro: Rafael Ferreira
- Flautas: Daniela Queirós
- Clarinetes: Flávio Almeida, Ana Santos, Vanessa Silva, Patrícia Gonçalves, Francisca Cabral
- Sax. Alto: Ana Sá, Marta Pereira, José Janela
- Sax. Tenor: Américo Paixão, Liliana Paixão, David Santos
- Trompetes: Catarina Moita, Beatriz Matos, Liliana Lima, Rafaela Queirós, Luísa Fonseca, Lara Tavares, Lara Paixão, Daniela Monteiro
- Trombones: Renato Fonseca, João Guimarães
- Bombardino: Luís Cunha
- Trompa: Rui Cabral
- Sax. Barítono: Ricardo Costa
- Tuba: Gonçalo Santos
- Pratos: Alexandra Almeida
- Bombo: António Pereira
- Caixas: Nuno Ferreira
- bateria: António Pereira
- Porta-estandartes: Lara Paixão e Íris Paixão

## Orgãos Sociais
Orgãos sociais para o triénio 2009-2011
Assembleia Geral
- Presidente: Arlindo Brazeta (Sócio nº 131)
- Vice-Presidente: Eleutério Cabral (Sócio nº 118)
- 1º Secretário: Arlindo Brazeta (Sócio nº 131)
- 2ª Secretária: Joana Soares (Sócia executante)

Direcção
- Presidente : Fernando Marques (Sócio nº 54)
- Vice-Presidente: António Gonçalves (Sócio n 114)
- 1º Secretário: Luís Matos (Sócio executante)
- 2º Secretário: Marco Fernandes (Sócio executante)
- Tesoureiro: Fernando Silva Pereira (Sócio nº 144)
- Organização de Eventos: Ana Lima (Sócia executante)
- Vogal: Lúcio Serpa (Sócio executante)
- Vogal: Carlos Martelo (Sócio executante)

Conselho Fiscal
- Presidente: Luís Sanches (Sócio nº 75)
- Vice-Presidente: Tiago Marques (Sócio nº 186)
- Secretário: Joaquim Paixão (Sócio nº 127)